# Ismailizm
Ismailizm, izmailizm także: siedmiowcy – ugrupowanie religijne i polityczne w islamie szyickim.

## Historia
Jego początki sięgają VIII wieku. Wyodrębnił się podczas konfliktów o władzę po śmierci szóstego imama – Dżafara as-Sadika. Dżafar as-Sadik na następcę wyznaczył własnego syna, Isma’ila, który jednak zmarł jeszcze za życia ojca (ok. 760 roku wg kalendarza gregoriańskiego). Wobec tego większość szyitów uznała za kolejnego imama drugiego syna Dżafara as-Sadika – Musę. Za Isma’ilem opowiedziały się dwie odrębne grupy isma’ilickie. Pierwsza uważała, że Isma’il odziedziczył funkcję imama, więcej – wcale nie umarł i jest mahdim. Grupa ta nie przetrwała zbyt długo. Drugie ugrupowanie opowiedziało się za synem Isma’ila – Muhammadem ibn Isma’ilem. Podzielili się oni w ciągu wieku na pięć podgrup. Obecnie istniejące wyznania isma’ilickie wywodzą się z jednej z nich.
Wskutek konfliktów o władzę, jak również sporów doktrynalnych o osobę mahdiego (mesjasza, którego przyjścia oczekiwali), następowały dalsze podziały w obrębie tego odłamu i powstawały nowe sekty. W X wieku isma’ilici stworzyli w Egipcie i Afryce Północnej dynastię kalifów fatymidzkich – pierwszy konkurencyjny dla Abbasydów kalifat szyicki. W XI wieku spośród isma’ilitów wyłonili się Druzowie. W XII–XIII wieku znaczne wpływy uzyskał w Iranie ruch nizarytów (asasynów), od których wywodzą się aga khanowie w Indiach. Isma’ilici prawdopodobnie odegrali również ważną rolę w powstaniu Ahl-e hakk i sufizmu.

## Współczesność
Niegdyś ugrupowanie liczne i bardzo wpływowe. Obecnie jest ich ok. 20–22 mln., głównie w Indiach, Tadżykistanie i USA.
Współcześni ismailici dzielą się na 2 grupy:
- bohrowie,
- chodżowie.

## Poglądy filozoficzne średniowiecznych ismailitów
W ismailizmie znalazły wyraz pierwsze islamskie tendencje platońskie i mistyczne, zwracające uwagę bardziej na treść Koranu niż na jego status i związane z nim zagadnienia metodologiczno-logiczne. Ich celem było pogodzenie rozumu i wiary przy jednoczesnym zachowaniu ortodoksji dla dobra i jedności całego islamu. Starali się oni trzymać uznawanych za objawione prawd tej religii, przypisując im jednak znaczenie ezoteryczne. W rozumieniu zadań filozofii istniały platońskie koncepcje elitarystyczne – filozofia miała być islamem „dla wybranych”, pogłębionym, a nauczanym i przekazywanym odpowiednio do stopnia zaawansowania intelektualnego wyznawców. Isma’ilici skojarzyli koncepcję Jedni zawartą w Ennedach Plotyna z podstawowymi monoteistycznymi zasadami Koranu (jedności Boga, Proroka i prawdy). Na wzór Plotyna utworzyli też emanacyjną metafizykę: podstawową jednością jest Bóg, jego emanacją jest Jedność wtórna – rozum powszechny, z której wyłania się i w której skład wchodzi wielość rzeczy. Trzecia postać Jedności to „dusza świata”, wywodząca z siebie dusze ludzkie i jako umysł czynny kształtująca bierną materię. Dusza świata kształtuje także hierarchicznie, warstwowo uporządkowany wszechświat, którego ostatnią warstwą jest Ziemia. Podobną konstrukcję ismailici przypisali samemu islamowi: Jedno jest analogiczne do jedyności samego Allaha, rozum powszechny jest analogiczny do Proroka i jego następcy Alego jako jedynego rzecznika jedynej prawdziwej wiary, do duszy świata analogiczni są imamowie i wszyscy uczeni krzewiący wiarę. Stąd w isma’ilizmie intelektualizm, wielki szacunek do wszystkich uczonych i filozofów oraz szczególna pozycja imamów, którym przypisywano znajomość ezoterycznej strony objawienia i którym jako jedynym pozwalano ostatecznie interpretować Koran.